# TotalEnergies

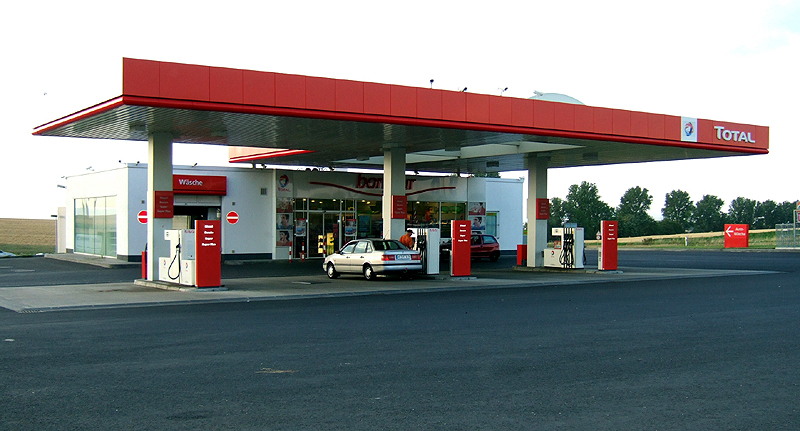
Tankstelle von TotalEnergies bei Bodenheim

Struktur der Großkonzerne in der Erdölbranche

Die TotalEnergies SE ist ein französisches Energieunternehmen mit Hauptsitz im Tour TotalEnergies Coupole im Hochhausviertel La Défense in Courbevoie bei Paris.
Mit einem Umsatz von über 200 Mrd. US-Dollar zählt es zu den weltgrößten Fossilindustrieunternehmen. TotalEnergies beschäftigt in 130 Ländern gut 100.000 Mitarbeiter. Das in 30 Ländern tätige Unternehmen fördert primär Erdöl und Erdgas, baut und betreibt im geringen Umfang aber auch Solaranlagen und Windparks. In Deutschland hat das Unternehmen Aktivitäten in den Bereichen Chemie, Raffinerie, Marketing & Services, Gas sowie Solarenergie und Batteriespeichertechnik. Die Aktie der TotalEnergies SE gehört dem Börsenindex CAC 40 an und ist an der New York Stock Exchange und der Euronext in Paris notiert.
In den Forbes Global 2000 der weltgrößten Unternehmen belegt TotalEnergies Platz 25 (Stand: 2024) und kam auf einen Börsenwert von ca. 171 Mrd. USD.

## Geschichte

### Entwicklung des Unternehmens
Gegründet wurde TotalEnergies im Jahr 1924 unter dem Namen Total, wobei Ernest Mercier die Schlüsselfigur war.
1980 betrieb Total in Westdeutschland 313 Tankstellen, davon 173 mit Selbstbedienung.
1999 übernahm die französische Total den belgischen Konkurrenten Petrofina. Im Jahr 2000 fusionierte schließlich die entstandene Totalfina mit dem alten französischen Rivalen Elf Aquitaine. Das Unternehmen hieß für kurze Zeit TotalFinaElf. Die Aktivitäten von Total umfassen die Rohöl- und Erdgasförderung, Energieerzeugung und -transport sowie die Produktion verschiedener Chemikalien. Während des Bürgerkriegs in Syrien kündigte die Total S.A. an, dass sie ihre Tätigkeiten in Syrien vorübergehend einstellen will.
Das Hauptbüro Tour Total wurde ursprünglich zwischen 1983 und 1985 für Elf Aquitaine gebaut. Nach der Fusion mit Elf im Jahre 2000 kam die Total S.A. in den Besitz des Gebäudes. Am 21. Juli 2020 wurde die Total S.A. in eine Societas Europaea (SE) formwechselnd umgewandelt.
2021 erfolgte eine Umfirmierung zu TotalEnergies, mit der die Umwandlung des Unternehmens von einem fossilen Energiekonzern in ein Multi-Energie-Unternehmen verdeutlicht werden solle. Zusammen mit der Namensänderung erhielt das Unternehmen ein neues Logo. Kritiker ordnen dieses Rebranding als irreführende PR-Kampagne und Greenwashing ein und verweisen auf eine ähnliche Umfirmierung von BP, das die Abkürzung für „British Petroleum“ zeitweise als „beyond petroleum“ verstanden wissen wollte. Mit Stand 2022 machen Fossile Energien weiterhin den Löwenanteil von Umsätzen und Investitionen aus. Erdgas erbrachte 48 % der Erlöse, Erdöl ebenfalls nicht ganz die Hälfte, während Erneuerbare Energien bei 9 % lagen. Rund die Hälfte der Investitionen gingen in Erdöl, weniger als ein Viertel in erneuerbare Energien, der Rest wurde in Erdgas investiert. Damit soll der Anteil der Erneuerbaren Energien am Umsatz bis zum Jahr 2030 auf 20 % gebracht werden, während der Erdgasanteil auf 50 % wachsen soll.
2023 gab das Unternehmen bekannt, sein Tankstellennetz in Deutschland mit ca. 1200 und den Niederlanden mit ca. 400 Tankstellen sowie den Tankstellen in Belgien und Luxemburg an die kanadische multinationale Convenience-Shop-Kette Alimentation Couche-Tard verkaufen zu wollen. Als Erklärung gab TotalEnergies an, sich dort zukünftig „auf die Entwicklung neuer Mobilität mit Elektro- und Wasserstoffantrieb konzentrieren“ zu wollen. Diese Vorhaben wurden Ende 2023 auch wettbewerbsrechtlich von der EU-Kommission gebilligt.
Im Dezember 2024 übernahm TotalEnergies die deutsche VSB-Gruppe, womit sich das Unternehmen die 18 Gigawatt Projektpipeline an Wind-, Solar und Batteriespeichertechnologie in Deutschland, Polen und Frankreich sicherte. Der Erwerb der VSB für 1,57 Milliarden Euro ist Teil der Neuausrichtung des Unternehmens; dessen Zielsetzung vorsieht, bis 2030 eine Bruttokapazität von 100 Gigawatt bei ernerbaren Energien zu installieren.

### Umgang mit der Klimakrise
Die Führung von Total war sich seit mindestens 1971 der schädlichen Auswirkungen der globalen Erwärmung bewusst. Dennoch leugnete das Unternehmen bis in die 1990er-Jahre offen die Erkenntnisse der Klimawissenschaften und verfolgte anschließend eine Reihe von Strategien zur Verschleierung der Gefahr der Klimakrise und des eigenen Beitrags. In diesem Jahr veröffentlichte die Total-Hauszeitschrift in einer vom Total-Vorstandsvorsitzenden mit Vorwort gewürdigten Spezialausgabe einen Artikel von François Durand-Dastès, damals außerordentlicher Professor für Geografie in Paris, mit dem Titel „Atmosphärische Verschmutzung und Klima“. In diesem erklärte Durand-Dastès, dass der Kohlenstoffdioxidanteil der Luft binnen 150 Jahren um 15 % gestiegen sei und bei „gleichem Rhythmus“ des Kohle- und Erdölverbrauchs etwa um das Jahr 2010 herum bei 400 ppm liegen werde. Er nannte die schnelle Zunahme der CO2-Konzentration „ziemlich besorgniserregend“, da ein höherer Kohlendioxidanteil in der Atmosphäre zu einer Erwärmung des CO2 führt. Daher sei es möglich, dass ein Anstieg der Erdtemperatur befürchtet werden müsse, samt Folgen wie der Veränderung von Zirkulationsmustern. Insgesamt sei es einfach, sich katastrophale Folgen vorzustellen. Die Prognosen erwiesen sich im historischen Rückblick als ziemlich genau. Tatsächlich wurde der von Durand-Dastès genannte Wert von 400 ppm im Jahr 2015 erreicht. Möglicherweise war Total schon früher über den Klimawandel informiert, denn in den späten 1960er Jahren trat es dem American Petroleum Institute bei, einer Lobbyorganisation der US-Erdölindustrie, die bereits in den 1950er Jahren vor der Erderwärmung gewarnt wurde und in späten 1960er Jahren eigene Studien dazu in Auftrag gab, die zum Ergebnis kamen, dass eine weitere Ausweitung der Verbrennung fossiler Energieträger bis zum Jahr 2000 eine nennenswerte Erderwärmung mit negativen gesellschaftlichen Folgen verursachen würde.
Nach dieser Warnung, die keine isolierte Einzeläußerung war, und trotz sich weiter intensivierenden internationalen Forschungsanstrengungen zum Klimawandel während der 1970er Jahre, begann Total mit den weiteren französischen Ölkonzernen zum Thema Klimawandel öffentlich zu schweigen. Zwischen 1972 und 1988 thematisierten Magazine der Konzerne Total und der später übernommenen Elf Aquitaine kein einziges Mal den Klimawandel, auch nicht bei wichtigen Wegmarken der Klimapolitik wie der Klimakonferenz 1979 in Genf oder nach der Publikation des Charney-Reports im gleichen Jahr, infolge dessen Nature den Klimawandel als „wichtigstes Umweltthema der Welt heute“ bezeichnete. Innerhalb der Ölindustrie wurde der Klimawandel Mitte der 1980er Jahre aber immer intensiver diskutiert, da sich die Unternehmen Sorgen um die Auswirkungen auf ihr Geschäftsmodell machten. 1984 wurde Elf schließlich deshalb von Exxon wegen des Klimawandels kontaktiert. Anfang 1986 sandte der Umweltdirektor von Elf, Bernard Tramier, einen Jahresbericht zum Vorstand, in dem er darlegte, dass der Klimawandel sicher auftreten werde und ein „Schlüsselthema“ sei, für das die Ölindustrie eine Verteidigungsstrategie benötige:

„Die Probleme im Zusammenhang mit den Wechselwirkungen verschiedener Schadstoffe in der oberen Atmosphäre werden in den kommenden Jahren zu einem Problem werden. Der Fall des Ozons ist bereits bekannt, aber die Anreicherung von CO2 und CH4 in der Atmosphäre und der daraus resultierende Treibhauseffekt werden unsere Umwelt unweigerlich verändern. Alle Modelle sagen übereinstimmend eine globale Erwärmung voraus, aber das Ausmaß des Phänomens bleibt unbestimmt. Die ersten Reaktionen waren natürlich die Besteuerung fossiler Brennstoffe', so dass es offensichtlich ist, dass sich die Ölindustrie wieder einmal vorbereiten muss, um sich zu verteidigen.“

Infolgedessen wandte sich die französische Ölindustrie im Jahr 1987 an die Erdöllobbyorganisation IPIECA (International Petroleum Industry Environmental Conservation Association), die die international koordinierte Verteidigungsstrategie der Ölbranche umsetzen sollte. Die Organisation gründete eine „Arbeitsgruppe zum globalen Klimawandel“, die von dem Exxon-Manager Duane LeVine geleitet wurde, und der weitere hochrangige Mitglieder von verschiedenen Ölfirmen sowie des American Petroleum Institutes angehörten, u. a. Tramier von Elf. Diese Arbeitsgruppe sollte unter anderem den Stand der Klimaforschung zusammenfassen, „No-Regret-Strategien“ entwickeln, die der Ölindustrie nutzten, und Effizienzsteigerungen und „industriefreundliche Antworten auf die globale Erwärmung“ finden wie z. B. den Umstieg von Kohle auf Erdgas. Verhindert werden sollte eine Klimaschutzpolitik, die den Energiemix weg von fossilen Energieträgern bewegte, eine Reduzierung der CO2-Emissionen um 20 % anstrebte oder „sogar die Abkehr von Ressourcen“ zum Ziel hatte. Um dies zu erreichen, empfahl LeVine 1989, die Unsicherheiten in der Klimaforschung zu betonen, die Notwendigkeit weiterer Forschungen hervorzuheben, die Kosten von Klimaschutz zu betonen und eine „alternative Umweltschutzpolitik“ zu fordern, die nicht das Kerngeschäft der Ölindustrie bedrohe. Gleichzeitig setzte sich IPIECA dafür ein, jede nennenswerte Beschränkung des Kohlendioxidausstoßes so weit zu verzögern, bis eine klare „Verifizierung des Klimawandels“ vorliege, ein statistischer Nachweis, von dem Exxon 1982 vermutete, dass es noch Jahrzehnte dauern könnte, bis er vorliege und es dann möglicherweise bereits zu spät sei. Tatsächlich lag dieser Nachweis schließlich 1996 mit Erscheinen des zweiten Sachstandsberichtes des IPCC vor. Insgesamt verfolgte die französische Erdölindustrie während dieser Periode die von Exxon angeführte Rolle, strategisch Zweifel am wissenschaftlichen Forschungsstand zu säen und Unsicherheiten in der Klimaforschung zu betonen. 1993 sprach sich der Strategiedirektor von Elf aus Sorge vor einer Besteuerung von fossilen Energien explizit für eine Strategie des aggressiven Zweifelsäens aus, um „voreilige Entscheidungen“ hinsichtlich der Nutzung fossiler Energieträger zu verhindern. Dabei sollte das Unternehmen unter anderem betonen, dass es wissenschaftliche Zweifel bezüglich des Treibhauseffektes gebe, und zugleich „bedeutende Wissenschaftler“ suchen und unterstützen, die sich „auf positive Art in die Debatte einbringen können“.
Nachdem sich diese Leugnung der Erkenntnisse der Klimaforschung angesichts der wissenschaftlichen Beleglage ab Mitte der 1990er Jahre in Europa zunehmend negativ auf die Ölindustrie auszuwirken begonnen hatte, änderte Elf seine Strategie und inszenierte sich stattdessen als grüner Vorreiter. Statt den überwältigenden wissenschaftlichen Konsens zum Klimawandel weiter zu leugnen, identifizierte der Konzern Möglichkeiten, wie er seine eigenen Treibhausgasemissionen senken konnte (jedoch nicht die Emissionen, die bei der Verbrennung seiner Produkte freigesetzt wurden) und setzte sich politisch für marktbasierte Klimaschutzpolitik ein. So sollten z. B. durch freiwillige Maßnahmen und die Einführung eines Emissionshandels alle weitere staatlichen Eingriffe unnötig werden. Der Konzern kündigte zudem an, mehrere vergleichsweise ineffiziente Produktionsstätten zu schließen, während der Vorstandsvorsitzende weiterhin öffentlich verlautbarte, dass der Klimawandel kein dringendes Problem sei. Nach der Übernahme durch Total setzte der Gesamt-Konzern bis in die frühen 2000er Jahre auf die Strategie, den Klimawandel zwar öffentlich anzuerkennen, zugleich aber die Dringlichkeit zu bezweifeln und Unsicherheit bezüglich des Forschungsstandes zu schüren. Unter anderem betonte der Konzern dabei den natürlichen Treibhauseffekt, die maßgebliche Bedeutung von Wasserdampf für diesen, und erklärte – im Widerspruch zur Forschungsstand – dass menschliche Emissionen die Ursache für den Klimawandel sein könnten, obwohl der Nachweis hierfür schon Jahre zuvor erfolgt war.
Ab 2006 erfolgte wiederum eine weitere Strategieänderung. Unter anderem organisierte Total dabei eine eigene Klimakonferenz, um sich als vernünftiger, für die Erkenntnisse der Klimaforschung offener Konzern zu präsentieren. Ab diesem Jahr erkannte Total auch die Legitimität des IPCC öffentlich an, während er aber gleichzeitig forderte, dass Wissenschaft und Wirtschaft getrennte Sphären bleiben müssten und nur die Wirtschaft für die Lösung des Klimawandels verantwortlich sei. 2007 gründete Total eine Division für Gas und Erneuerbare Energien, wobei in letztere jedoch nur ein kleiner Bruchteil der gesamten Investitionen flossen. So gab der Konzern zwischen 2010 und 2014 ca. 127 Mrd. US-Dollar für Exploration und Förderung fossiler Energien aus, während er nur 3 Mrd. Dollar in nicht-fossile Energien investierte. Auch in der Periode 2015–2019 übertrafen die Investitionen in Öl- und Gasexploration und -förderung mit 77 Mrd. Dollar diejenigen in nichtfossile Energien mit 5 Mrd. Dollar um ein Vielfaches.
Im Oktober 2022 blockierten Klimaaktivisten in Feluy, Gemeinde Seneffe in Belgien, eine Raffinerie von TotalEnergies.

## Unternehmensstruktur Europa

### Hauptmarke
In Europa betreibt TotalEnergies ein Netzwerk von 12.062 TotalEnergies-Tankstellen in Frankreich und Großbritannien sowie als Joint Venture in Belgien und Luxemburg. In Spanien und Portugal hält TotalEnergies eine Beteiligung in Höhe von 48,83 % an der CEPSA und in Italien 49 % an der TotalEnergiesErg. Hauptsächlich in Frankreich betreibt das Unternehmen neben der Marke „TotalEnergies“ verschiedene Discountmarken.

### Weitere Marken
TotalEnergies betreibt in Frankreich ein Netzwerk von 579 „AS24“-Tankstellen vorzugsweise für den gewerblichen Transport. Weiter betreibt das Unternehmen 280 „Elf“- und vorwiegend in ländlichen Bereichen 1900 „ELAN“-Tankstellen.
Ab 2010 wurden auch in Deutschland zunehmend TotalEnergies-Tankstellen unter der Marke „ELAN“ (sog. „T-Station“ oder „Tankcenter“) betrieben. TotalEnergies hält in Deutschland ebenfalls noch die Rechte an den historischen Marken „MINOL“, „UNION“ und „FINA“, auch wenn nur noch einzelne Stationen die Namen offiziell tragen.

### Tochterunternehmen in Deutschland
Das deutsche TotalEnergies-Tankstellennetz wurde Ende 2023 an Alimentation Couche-Tard veräußert. Der neue Eigentümer betreibt die Stationen für mindestens 5 Jahre unter der Marke TotalEnergies weiter. Das Shop- und Autowaschangebot wird durch das der von Alimentation Couche Tard international etablierten Marke Circle K erweitert.
Sitz der TotalEnergies Marketing Deutschland GmbH ist der Tour TotalEnergies Berlin in der Europacity rund um den Berliner Hauptbahnhof. Für die TotalEnergies Marketing Deutschland GmbH arbeiteten 2010 ungefähr 4000 Menschen, davon etwa 1800 Mitarbeiter im Bereich Chemie, rund 1500 Mitarbeiter im Vertrieb und ca. 700 Mitarbeiter in der Verarbeitung, 2017 waren es insgesamt 3.000.
Seit 1974 produziert das Unternehmen (noch unter dem Namen Elf Aquitaine) am bereits seit 1914 bestehenden, historischen Kaiserlichen Bunker- und Marinestation in Ostermoor (Brunsbüttel). Neben Kraft- und Schmierstoffen wird am Standort vorrangig Bitumen produziert.
Schmier- und Walzöle für die industrielle Anwendung werden zudem am Standort der TotalEnergies Mineralölwerke Osnabrück GmbH hergestellt. Als Besonderheit am Standort in Osnabrück gilt das angeschlossene Labor, welches die Möglichkeit bietet die Produkte individuell auf die Anforderungen der Kunden abzustimmen.
Die TotalEnergies Raffinerie Mitteldeutschland in Leuna wurde 1997 nach dreijähriger Bauzeit in Betrieb genommen. Sie besitzt eine Rohölverarbeitungskapazität von 12 Millionen Tonnen pro Jahr und produziert aus dem über die Mineralölverbundleitung Schwedt gelieferten Rohöl jährlich rund drei Millionen Tonnen Benzin, fünf Millionen Tonnen Diesel sowie etwa die gleiche Menge leichtes Heizöl. Etwa 1300 Tankstellen im Einzugsbereich der Raffinerie werden mit Produkten aus Leuna versorgt. Die Raffinerie verarbeitet auf einer Fläche von rund 320 Hektar am Tag durchschnittlich 30.000 Tonnen Rohöl, das über Pipelines vorwiegend aus Russland in die Vorratstanks geleitet wurde.
Infolge des Ukraine-Kriegs kündigte TotalEnergies an, die bisherige Versorgungsstrategie zu ändern. Bestehende Verträge zur Belieferung über die Pipeline „Druschba“ wurden einseitig gekündigt und laufen spätestens Ende des Jahres 2022 aus.
Als Zulieferer der Automobil- und Luftfahrtindustrie betreibt die Tochter Hutchinson mehrere Werke in Deutschland. Der zu TotalEnergies gehörende französische Batteriehersteller SAFT produziert und entwickelt an zwei deutschen Standorten Spezialbatterien für den Einsatz in Luft- und Raumfahrt, sowie Eisenbahnen, Automobilindustrie und Notstromaggregate.
Für den geplanten Ausbau der Sparte erneuerbare Energien übernahm TotalEnergies 2017 das Unternehmen PitPoint, einen der CNG-Marktführer im Bereich Tankstellen. Ziel der Übernahme ist der Ausbau der europaweiten Erdgas-Infrastruktur. PitPoint versorgt einen Großteil der Erdgas-Tankstellen des deutschen TotalEnergies Tankstellennetzwerks.
Mit dem Ziel TotalEnergies in ein Multi-Energie-Unternehmen zu wandeln, kaufte TotalEnergies 2022 das kommerzielle Geschäft des US-Solarunternehmens SunPower auf. Auf dem deutschen Markt ist SunPower mit leistungsfähigen Solarmodulen, vorwiegend im B2B-Marktsegment vertreten. Das Tochterunternehmen TENAG führt unter der Partnerschaft „Greenflex“ Energieberatungen für Energiemanagementsysteme, Energieaudits, Konzeptionen und Simulationen durch. Mit dem Zukauf der Energiedienstleistungen Rhein-Neckar GmbH (ERN) im Jahr 2020 wurde das Portfolio um Planung, Bau und Betriebsüberwachung erweitert.
Ein weiteres Tochterunternehmen in Deutschland war die Atotech Deutschland GmbH mit Hauptsitz in Berlin, Anlagenfertigung in Feucht sowie Chemieproduktion in Werder und in Trebur. Dieses Unternehmen hat sich hauptsächlich auf die Galvanoindustrie spezialisiert. Atotech entstand unter anderem aus der Chemiebranche des Pharmaherstellers Schering und wurde durch Elf aufgekauft. Ende 2016 wurde Atotech von TotalEnergies an die Carlyle Group verkauft.
2023 gewann TotalEnergies Ausschreibungen im Rahmen des Deutschlandnetzes zum Betrieb von 1.100 Hochleistungs-Ladepunkten (HPC) für Elektrofahrzeuge. Die einzelnen Ladepunkte werden in 134 Hubs zusammengefasst in Ost-, Mittel- und Westdeutschland verteilt aufgestellt und betrieben. Bis 2028 will TotalEnergies europaweit mehr als 1.000 solcher HPC-Hubs betreiben.
Im Januar 2024 übernahm TotalEnergies das Münchner Unternehmen Kyon Energy, einen Projektentwickler für Batteriespeicher. Im September des gleichen Jahres eröffnet das Unternehmen den ersten Standort seiner geplanten 134 HPC-Hubs für das Deutschlandnetz in Waren (Müritz).

## Kritik
Für den Bau einer Gaspipeline von Myanmar nach Thailand durch TotalEnergies und Unocal im Yadana-Projekt sollen, um die Pipeline vor Überfällen zu schützen, die Dörfer in diesem Gebiet weiträumig zerstört und die Bevölkerung umgesiedelt worden sein. Die belegten Fälle von Zwangsarbeit, Vertreibung und Mord führten zu einem Prozess gegen TotalEnergies in den Vereinigten Staaten. Der Dokumentarfilm Total Denial zeigt die Hintergründe. Die Oppositionsführerin und Friedensnobelpreisträgerin Aung San Suu Kyi bezeichnete TotalEnergies als beste Stütze des Militärregimes.
Laut dem Schwarzbuch Markenfirmen ist TotalEnergies der größte Ölförderer in Afrika. Zusammen mit ExxonMobil und Royal Dutch Shell pumpt das Unternehmen vor der Küste Angolas Erdöl aus der Tiefsee und bedroht damit Korallenriffe sowie das sensible Ökosystem der Tiefsee.
Greenpeace und andere NGOs stellten TotalEnergiesFinaElf und die Schweizer Elf-Trading in die Verantwortung der Ölpest in Westsibirien, da sie ihr Öl über die Druschba-Pipeline beziehen, über die der Großteil des dort geförderten Öles abtransportiert wird. Die Beschwerde von Greenpeace bei der OECD wurde aus formalen Gründen nicht angenommen.
Im Dezember 2022 haben die NGOs Friends of the Earth, Survie und vier ugandische NGOs den Ölkonzern Total vor Gericht gestellt und ihm vorgeworfen, gegen das Gesetz über die Sorgfaltspflicht französischer Großunternehmen in Bezug auf Menschenrechte und Umwelt verstoßen zu haben.

## Dokumentarfilm
- Das System Total. Anatomie eines Energiekonzerns. Von Catherine Le Gall und Jean-Robert Viallet, 92 Minuten, Frankreich 2022. (Arte am 8. November 2022, Arte Mediathek bis 6. Januar 2023)